# 森雄大
森 雄大（もり ゆうだい、1994年8月19日 - ）は、福岡県福岡市出身の元プロ野球選手（投手）。左投左打。

## 経歴

### プロ入り前
小学4年生から「福岡アストロズ」で野球を始め、内浜中学校時代は軟式野球部に所属。2年生の時にはホークスカップで優勝投手となる。軟式野球引退後はKボールの福岡県代表に選ばれ、全国4強入りを果たす。
東福岡高等学校進学後は1年の夏からベンチ入りを果たす。2年の夏前には、右膝の故障や急性虫垂炎などでブランクを作ったが、2年秋には当時の自己最速の145km/hを記録するなど、同級生の野原総太との左右のWエースとなる。2年秋・3年春の福岡県大会では、背番号1をつけ初戦に先発したが、いずれも敗退。3年夏の県大会では、野原が背番号「1」をつけ、森の背番号は「11」となった。東福岡高校の野球部監督の葛谷修は、「野原先発・森リリーフ」という構想を持っていたが、その構想は森とチームと双方のためにならないと考え、初戦である2回戦の試合前日、森に先発させることを決めた。森はその期待に応え、3回を無失点に抑えてチームは20-0で勝利した。その後県ベスト8まで勝ち進んだが、甲子園出場はならなかった。野球部の同期には松本友がいる。
2012年10月25日に行われたプロ野球ドラフト会議で広島東洋カープと東北楽天ゴールデンイーグルスから1巡目指名を受け、抽選の結果、楽天が交渉権を獲得。11月27日に契約金8000万円、年俸840万円で仮契約した。背番号は本人の希望により16。

### 楽天時代
2013年、監督の星野仙一の「3年で（戦力として）出てくればいい」という育成方針の下に、イースタン・リーグの開幕直後から、先発投手として公式戦で経験を積んだ。7月18日のフレッシュオールスターゲーム（秋田こまちスタジアム）では、イースタン・リーグ選抜のメンバーに選出され、同選抜の先発投手として登板を予定していた。しかし、試合開始直前のウォーミングアップで腰を痛めたため、大事を取って急遽登板を回避した。結局、一軍公式戦への登板機会はなく、イースタン・リーグ公式戦には9試合に登板。3勝4敗、防御率5.71という成績を残した。
2014年、4月3日に自身初の一軍登録を果たすと、同日の対オリックス・バファローズ戦（コボスタ宮城）に、先発投手として一軍デビュー。5回3分の2を投げて2失点と好投したものの、打線の援護に恵まれなかったこともあって敗戦投手になった。4月24日の対埼玉西武ライオンズ戦（東京ドーム）では、先発投手として5回3分の2を1失点に抑え、一軍公式戦での初勝利を挙げた。10代の投手による一軍公式戦勝利は球団史上3人目であるが、左腕投手では森が初めてである。しかし、不安定な投球が多いことから二軍落ちとなり、わずか8試合で2勝3敗、防御率5.52の成績でシーズンを終えた。シーズン終了後は第1回21U野球ワールドカップに出場する侍ジャパンのメンバーとして招集された。先発として活躍するが決勝の台湾戦では序盤から乱調で2回途中に降板した。
2015年、二軍でローテーションを守り、前半から好投を続けた。その成績が認められ、5月13日のオリックス戦で一軍先発するも、3回7失点でノックアウト。翌日二軍に降格した。その後、9月27日の西武戦に再び一軍に上がり敗戦投手になったが、7回3失点と好投した。続く10月3日の千葉ロッテマリーンズ戦でも7回無失点の好投を見せた。二軍では防御率2.64（リーグ2位）、8勝（リーグ4位）5敗、奪三振95（リーグ3位）を記録。
2016年、5月に胸郭出口圧迫症を発症。ルーキー以来の一軍登板無し、二軍でも9試合の登板に終わった。オフにはメキシコのウィンターリーグに派遣される。
2017年、4月6日の福岡ソフトバンクホークス戦に2年ぶりの一軍登板を果たすと5月26日の西武戦まで好投を続けるも、6月7日の横浜DeNAベイスターズ戦では制球難が露呈し、2回を投げて6四球8失点で敗戦投手となり二軍降格。8月15日に再び一軍登録され西武戦に中継ぎ登板するも、再び制球に苦しみ、2回を投げて押し出し含む与四球4で6失点と炎上し、再び二軍降格。10月8日に再び一軍登録され、10月11日のロッテ戦では3回から2番手としてマウンドに上がり、4回途中無失点で2014年5月1日以来、約3年半ぶりの勝利投手となった。
2018年、5月23日にシーズン初めて一軍に上がると、主にロングリリーフでマウンドに上がる。9試合の登板にとどまったが、防御率は2.37を記録。二軍でも防御率1.81の成績を残した。
2019年はオープン戦の終わり頃から首に違和感が生じ、ボールがすっぽ抜けるようになってしまう。病院で検査を受けたところ左鎖骨付近の血行障害と診断され、9月11日に血行障害を解消するために第一肋骨の部分切除手術を受けた。結果、この年は一軍登板なしに終わり、二軍での登板も7試合にとどまった。血行障害と診断された際に球団から育成契約に移行する可能性を伝えられており、10月1日に戦力外通告を受けると同時に育成選手としての再契約を打診され、11月19日に育成契約を結んだことが発表された。背番号は0を付けて3桁となった016に変更された。
2020年は3月にトミー・ジョン手術を受け、その後はリハビリに専念。二軍でも登板機会はなかった。シーズン終了後に育成選手の規約に基づき自由契約となったが、12月8日に育成選手として再契約した。
2022年は、二軍で9試合に登板し、1勝0敗、防御率2.89を記録。しかし、支配下選手への復帰はならず、10月19日、2023年シーズンの育成再契約を行わないと通告された。その後現役引退を発表。

### 現役引退後
現役引退後は、楽天球団前社長の立花陽三の下でビジネスを学びたいと思い立ち、同年11月からは立花が経営する回転寿司店「廻鮮寿司 塩釜港」の運営会社に就職し、仙台駅前店で勤務をしている。また、12月6日に塩竈市にオープンした「廻鮮寿司 塩釜港 極 鎌田 マリンゲート店」でも業務を担当する。将来的には自分の店を持つことを目標にしていることを明かしている。

## 選手としての特徴・人物
肘の使い方が上手いと評されるオーバースローから最速149km/hのストレートとカーブ、スライダー、チェンジアップを投げ分ける。
東福岡高校の野球部監督の葛谷修は森のことを「真面目過ぎない、わがまま勝手なところのある、投手向きな性格」と評している。

## 詳細情報

### 年度別投手成績
| 年 度     | 球 団     | 登 板 | 先 発 | 完 投 | 完 封 | 無 四 球 | 勝 利 | 敗 戦 | セ 丨 ブ | ホ 丨 ル ド | 勝 率 | 打 者 | 投 球 回 | 被 安 打 | 被 本 塁 打 | 与 四 球 | 敬 遠 | 与 死 球 | 奪 三 振 | 暴 投 | ボ 丨 ク | 失 点 | 自 責 点 | 防 御 率 | W H I P |
| --------- | --------- | ----- | ----- | ----- | ----- | -------- | ----- | ----- | -------- | ----------- | ----- | ----- | -------- | -------- | ----------- | -------- | ----- | -------- | -------- | ----- | -------- | ----- | -------- | -------- | ------- |
| 2014      | 楽天      | 8     | 5     | 0     | 0     | 0        | 2     | 3     | 0        | 0           | .400  | 135   | 29.1     | 34       | 2           | 19       | 0     | 1        | 22       | 1     | 1        | 19    | 18       | 5.52     | 1.81    |
| 2015      | 楽天      | 3     | 3     | 0     | 0     | 0        | 0     | 2     | 0        | 0           | .000  | 75    | 17.0     | 16       | 1           | 9        | 0     | 1        | 17       | 0     | 0        | 10    | 10       | 5.29     | 1.47    |
| 2017      | 楽天      | 8     | 3     | 0     | 0     | 0        | 1     | 1     | 0        | 0           | .500  | 114   | 25.0     | 18       | 0           | 21       | 0     | 2        | 17       | 1     | 0        | 17    | 13       | 4.68     | 1.56    |
| 2018      | 楽天      | 9     | 0     | 0     | 0     | 0        | 0     | 0     | 0        | 0           | ----  | 80    | 19.0     | 17       | 2           | 11       | 0     | 0        | 9        | 1     | 0        | 6     | 5        | 2.37     | 1.47    |
| 通算：4年 | 通算：4年 | 28    | 11    | 0     | 0     | 0        | 3     | 6     | 0        | 0           | .333  | 404   | 90.1     | 85       | 5           | 60       | 0     | 4        | 65       | 3     | 1        | 52    | 46       | 4.58     | 1.61    |

### 年度別守備成績
| 年 度 | 球 団 | 投手  | 投手  | 投手  | 投手  | 投手  | 投手     |
| 年 度 | 球 団 | 試 合 | 刺 殺 | 補 殺 | 失 策 | 併 殺 | 守 備 率 |
| ----- | ----- | ----- | ----- | ----- | ----- | ----- | -------- |
| 2014  | 楽天  | 8     | 0     | 4     | 0     | 0     | 1.000    |
| 2015  | 楽天  | 3     | 1     | 0     | 0     | 0     | 1.000    |
| 2017  | 楽天  | 8     | 0     | 4     | 0     | 0     | 1.000    |
| 2018  | 楽天  | 9     | 1     | 3     | 0     | 0     | 1.000    |
| 通算  | 通算  | 28    | 2     | 11    | 0     | 0     | 1.000    |

### 表彰
- イースタン・リーグ優秀選手賞（2015年）

### 記録
初記録
- 初登板・初先発登板：2014年4月3日、対オリックス・バファローズ3回戦（楽天Koboスタジアム宮城）、5回2/3を2失点で敗戦投手[8]
- 初奪三振：同上、1回表にエステバン・ヘルマンから空振り三振
- 初勝利・初先発勝利：2014年4月24日、対埼玉西武ライオンズ6回戦（東京ドーム）、5回2/3を1失点

### 背番号
- 16（2013年[5] - 2019年）
- 016（2020年[20] - 2022年）